# 雪银斑蛛
雪银斑蛛（学名：Argyrodes argentatus）为球蛛科银斑蛛属的动物。分布于新加坡、泰国、缅甸、越南、斯里兰卡、巴布亚新几内亚、马来群岛以及中国大陆的湖北、海南等地，常寄居在斑络新妇的网上。